# V PAY
V PAY — дебетова картка, що випускається Visa Europe. Являє собою повноцінну chip and PIN картку, яка може випускатися як кобрендова з різними національними схемами дебетових карток, такими як німецька Girocard або італійська Pagobancomat.
V PAY розроблена як картка, яка відповідає вимогам єдиної зони платежів в євро, що дає можливість користуватися нею всюди в Європі та конкурувати зі схожим картковим продуктом Maestro від MasterCard. V PAY почали приймати в торгових точках у Франції та Греції з 2005, з 2006 — у Німеччині та Італії та відтоді набула широкого поширення в інших європейських країнах — станом на 2010 випущено 14 млн. карток V PAY.

## Поширення
У порівнянні зі своїм основним конкурентом — Maestro — картки V PAY не можуть бути використані в середовищі, що не підтримує чип і PIN, а їхня авторизація не може підтверджуватися підписом. Крім того, на відміну від Maestro, які видаються і приймаються у всьому світі, V PAY розроблена як специфічний європейський продукт, тобто не випускається і не приймається, окрім як в європейських країнах та Ізраїлі. Цим суворо обмежується корисність картки при виїзді за межі Європи та неможливо буде скористатися нею при поїздці, наприклад, в США. Однак, для цього є глобальні платіжні системи.
Також V PAY не приймаються в Україні.
Місця обслуговування карток V PAY мають логотип з символами V-PAY. Аналогічні платіжні картки німецьких банків (так звані кобрендові картки) для позначення використовують логотип Girocard, і, відповідно, працюють у всіх торгових точках Німеччині з логотипами Girocard (присутність зарубіжного логотипу карток V-PAY не обов'язкова, так як у банка-еквайрера зазвичай є відповідна угода про роботу з картками V-PAY).